# Offenbach an der Queich
Offenbach an der Queich è un comune di 8.599 abitanti della Renania-Palatinato, in Germania.
Appartiene al circondario (Landkreis) della Weinstraße Meridionale (targa SÜW) ed è parte della comunità amministrativa (Verbandsgemeinde) di Offenbach an der Queich.